# Пешель, Оскар
Оскар Пешель (17 марта 1826, Дрезден — 31 августа 1875, Лейпциг) — немецкий географ и антрополог, много способствовавший новой постановке землеведения и возбуждению усиленного интереса к этой науке в Германии. Благодаря его исследованиям рельефа земной поверхности ныне признаётся одним из родоначальников геоморфологии.

## Биография
Родился в семье офицера. В 1845—1848 годах изучал право в Лейпциге и Гейдельберге. После окончания университета некоторое время входил в состав редколлегии журнала Augsburger Allgemeine Zeitung. Редактируя в течение 17 лет (1854—1871) еженедельный журнал «Ausland», он превратил его из обозрения духовной и нравственной жизни народов в «обозрение новых исследований в области природы, землеведения и народоведения». Едва ли не первый в Германии он ещё в начале 1860 года обратил внимание на книгу Чарльза Дарвина «Происхождение видов» и посвятил несколько статей общедоступному изложению нового учения. После выхода в свет его «Geschichte des Zeitalters der Entdeckungen» (Штутгарт, 1858; 2-е издание — 1877; переведено и на русский язык) основанная баварским королём Максимилианом II комиссия для составления истории отдельных наук предложила Пешелю написать историю географии, что он и исполнил в 1865 году в обстоятельном труде «Geschichte der Erdkunde bis auf A. v. Humboldt und K. Ritter» (Мюнхен, 1865; 2-е издание, А. Руге, вышло уже после смерти автора; другие статьи Пешеля, «Abhandlungen zur Erd- und Völkerkunde», изданы Левенбергом, Лейпциг, 1877—1879).
Сборник статей Пешеля по вопросам общего землеведения издан в 1870 году под заглавием «Neue Probleme der vergleichenden. Erdkunde als Versuch einer Morphologie der Erdoberfläche» (Лейпциг, 1870; 4-е издание — 1883; два русских перевода). В основании этих талантливо написанных очерков лежит стремление ввести в изучение земной поверхности такие же сравнительные методы, какие были применены в сравнительной анатомии для изучения организации животных, дабы исследовать причинные связи в природе; Пешель одним из первых начал активно составлять топографические карты для своих исследований, чем значительно обогатил сравнительную методологию, но при этом допускал формализацию сравнительного метода, поскольку изучал происхождение и классификацию различных форм рельефа лишь на основе их морфометрических данных и конфигурации. Эти очерки устарели уже к концу XIX века, но в своё время они указали новые цели и пути географического изучения. Другой ряд статей, о воздействии природы разных стран на развитие человеческой культуры, положил основание новому большому труду Пешеля под названием «Völkerkunde» (1875; 7 изданий; есть русский перевод). Это — одно из лучших общих и доступных сочинений для ознакомления с бытом и условиями жизни менее культурных народов. В своих работах Пешель выделял семь человеческих рас: австралоиды, монголоиды (к которым относил и индейцев), негроиды, бушмены (капоиды), дравиды и европеоиды.
В апреле 1871 года Пешель занял кафедру географии в Лейпцигском университете. В короткое время он успел значительно поднять преподавание землеведения и подготовить несколько учеников, поведших далее начатое им дело. Своими трудами Пешель оказал немалое влияние на новейшее развитие географии в Германии, где она до него находилась под чрезмерным влиянием школы К. Риттера, видевшей в обозрении земной поверхности только как бы введение к изучению человеческой истории. Пешель указал на собственные задачи землеведения, долженствующего опираться на данные естествознания. Хотя он не имел обширной естественно-научной подготовки и деятельность его как профессора продолжалась недолго (четыре года), тем не менее с именем его многие связывали наступление нового периода в истории географии в Германии.

## Интересные факты
Именно Пешелю принадлежит фраза, которую часто ошибочно приписывают Отто фон Бисмарку: «Битву при Садове выиграл прусский школьный учитель.» В точности фраза звучала так: «…Народное образование играет решающую роль в войне… когда пруссаки побили австрийцев, то это была победа прусского учителя над австрийским школьным учителем» (газета «Заграница», июль 1866 г.).